# Rachunek ekonomiczny
Rachunek ekonomiczny – jedna z podstawowych kategorii ekonomicznych - porównanie nakładów związanych z podejmowanymi działaniami i efektów, jakie jednostka zamierza osiągnąć. Ułatwia on wybór takiego wariantu postępowania, który pozwala osiągnąć maksymalne korzyści:
- Wariant I – zasada największego efektu/największej wydajności (jeśli dane są środki, należy maksymalizować cel)
- Wariant II: zasada najmniejszego nakładu/oszczędności środków (jeśli dany jest cel, należy minimalizować nakłady)

Podstawowe cechy rachunku ekonomicznego:
- wariantowość
- kompleksowość
- dualizm
- wiarygodność